# Попытка лужицких сербов выйти из состава Германии (1945—1946)

«Меморандум лужицких сербов, последнего порабощённого народа в Европе», 1945/1946

Попытка лужицких сербов выйти из состава Германии в 1945—1946 годах явилась второй попыткой, предпринятой лужицкими сербами в XX веке, присоединиться к Чехословакии или образовать собственную государственность.
Возможность осуществить эту идею после окончания Второй мировой войны была намного реальнее по сравнению с аналогичной попыткой 1918—1919 годов, предпринятой после поражения Германии в Первой мировой войне. Однако по ряду причин, в частности из-за отсутствия интереса в осуществлении этих планов у великих держав (в первую очередь СССР), а также из-за преследования Чехословакией и Польшей прежде всего собственных национальных интересов (нежелание Чехословакии, занятой спешной депортацией немцев, включать в свой состав область с немецким населением), попытка изменения политического статуса Лужицы закончилась неудачей.

## Хронология событий

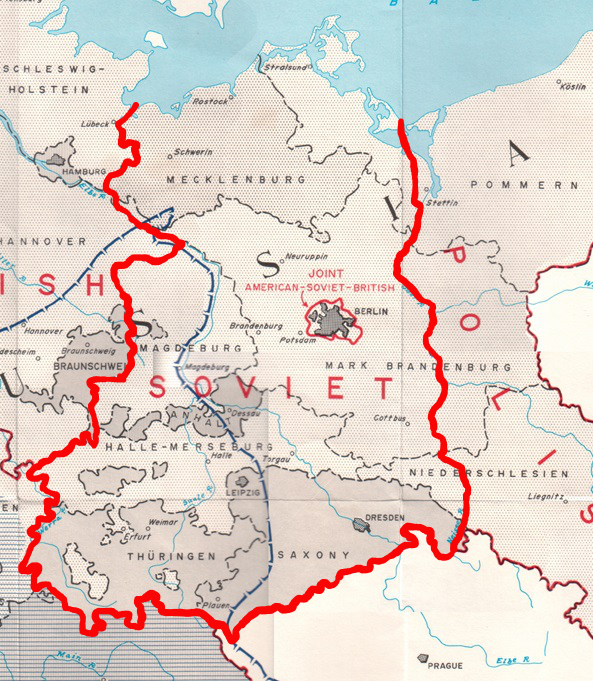
Советская зона оккупации Германии (1945)

После поражения Германии во Второй мировой войне серболужицкие лидеры, опираясь на опыт предпринятой попытки создания серболужицкого государства после окончания Первой мировой войны в 1918—1919 годах, выступили с планом об отделении лужицких земель от Германии и присоединении к Чехословакии. С последней лужичан связывало этническое родство и старые культурно-исторические связи: лужицкие земли в течение почти трёх веков находились под властью Чешского королевства. В период национального возрождения в XIX веке между двумя народами поддерживались интенсивные контакты на уровне культуры и науки. Чехословакия в наибольшей мере помогла лужичанам в межвоенные годы. По сравнению с ситуацией 1918 года, сторонники обретения лужицкими сербами самостоятельности в 1945 году увидели Германию не только побеждённой, но и лишённой суверенитета и оккупированной армиями победителей. Занятие лужицких земель Красной армией — «великим славянским союзником» поначалу вселяло в лужичан и чехословаков особый энтузиазм. Уверенность в сочувствии к ним со стороны стран-победителей позволила лужицким лидерам сформулировать в программе все свои представления о политическом устройстве лужицких земель.

### Первый меморандум
5 мая 1945 года лужицкий католический священнослужитель Ян Цыж обратился из концентрационного лагеря Дахау к президенту Чехословакии Э. Бенешу, объявив о «переходе серболужицкого народа под защиту» президента, и попросил его принять меры по защите лужичан странами-победителями. 9 мая Цыж обратился с аналогичным посланием к чехословацкому правительству с просьбой представить лужицкий вопрос на намечавшейся мирной конференции и взять серболужицкий народ под своё покровительство. При этом Цыж выражал надежду на избавление от «немецкого ярма» только при поддержке «братских славянских народов, в первую очередь чешского народа», подчеркнув, что «в нашу пользу ситуация сильно отличающаяся от положения в 1918 году: Германия, наголову разбитая, лежит в бессилии». В тот же день в Праге был создан Серболужицкий национальный комитет (СЗНК), позднее переименованный в Серболужицкий земский национальный комитет. В него вошли лужицкие деятели. 12 мая СЗНК обратился к Бенешу и Сталину с меморандумом, в котором просил обеспечить возвращение на малую родину всех лужицких сербов и дать возможность членам комитета переехать в Баутцен, где участники СЗНК планировали заняться возрождением национальной жизни лужичан. При этом в меморандуме указывалось на то, что у лужицких сербов появляется вторая в истории возможность получить свободу «под охраной победоносного Советского Союза и в тесном сотрудничестве с соседней Чехословакией». 10 мая возобновила свою деятельность лужицкая «Домовина», запрещённая немецкими властями в 1937 году. 11 мая состоялась встреча серболужицкой делегации с заместителем премьер-министра Чехословакии Й. Давидом, а 12 мая — и с премьером З. Фирлингером. В тот же день «Домовина» через советскую газету «Правда» обратилась к Сталину с просьбой «предоставить помощь и охрану самому малому славянскому народу и освободить его от рабства, в котором он находился столетия», и «присоединить Лужицы к Чехословацкой республике в качестве национальной автономной единицы, поскольку они принадлежали к чешским землям столетия». В это время «Домовина», наряду с СЗНК, превратилась в один из центров серболужицкого национального движения. Обе организации видели в присоединении к Чехословакии единственную возможность сохранения лужицких сербов. 25 мая в столицу Чехословакии прибыли Ян Мешканк и Юрий Цыж для установления связей между СЗНК и «Домовиной». Представители обеих организаций выразили своей целью «освобождение народа» и «присоединение Лужицы к Чехословакии».

### Второй меморандум

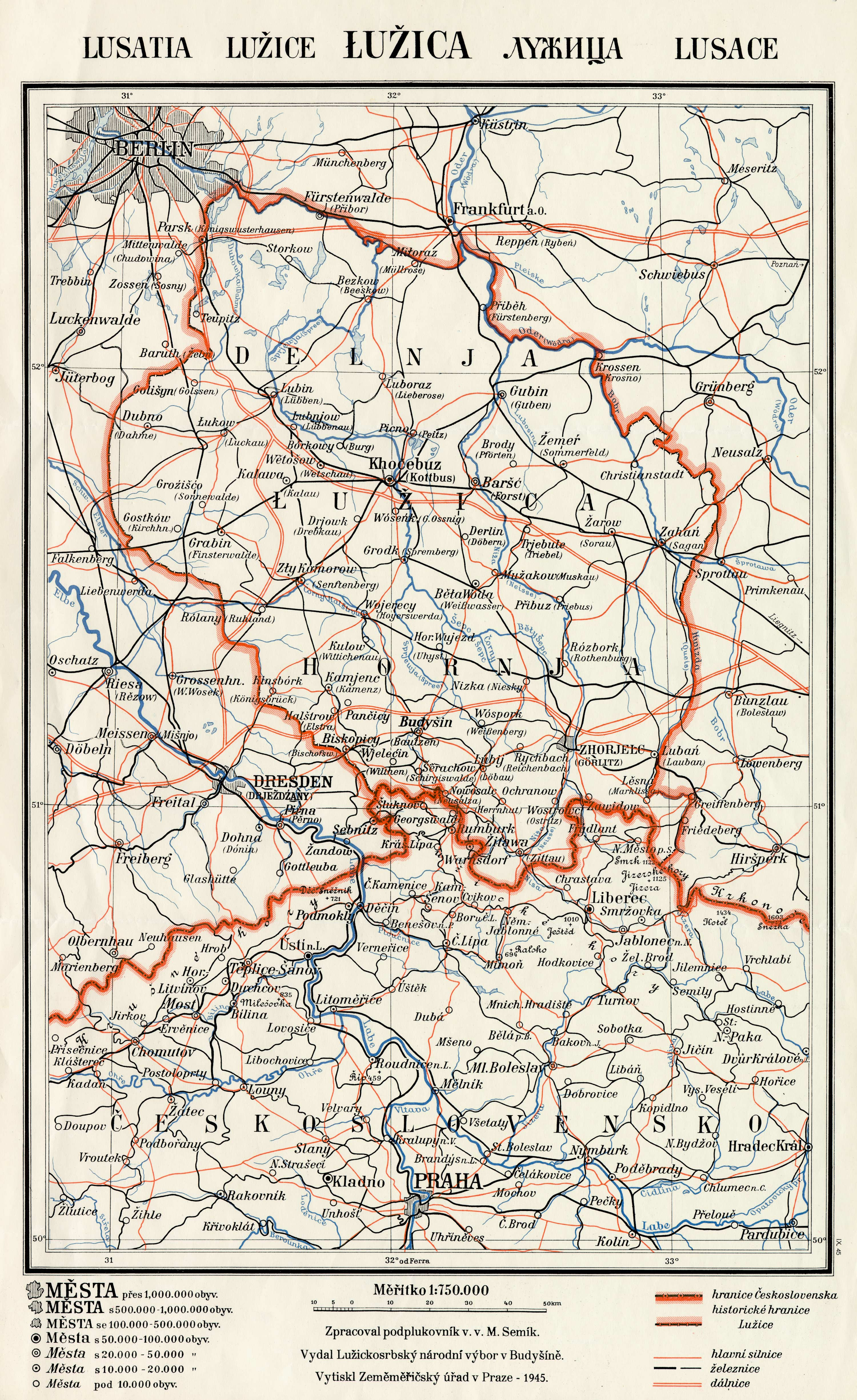
Серболужицко-чехословацкая карта Лужицы (1945)

1 июня 1945 года был принят «Меморандум лужицких сербов — славянского народа в Германии, который требует освобождения и присоединения к Чехословакии». В документе указывалось на близость культуры лужичан и чехов, и общность их истории начиная с государства Само. Предполагалось размещение на лужицких землях войск Чехословакии, открытие в Будишине филиала Чехословацкого национального банка. При этом отношения между Лужицей и Чехословакией должны были строиться в форме «земского устройства по примеру Моравии и Силезии с некоторыми исключениями, касающимися культурной автономии». Территория единой Лужицы, согласно меморандуму, должна была включать районы Легниц, Франкфурт-на-Одере и Дрезден—Баутцен с общей площадью около 10 000 км² и населением 800 000 человек, в том числе 500 000 лужицких сербов (как полагали авторы документа). Предполагалось сократить территорию исторической области, отделив от неё районы с чисто немецким населением и железнодорожной линией Дрезден—Берлин. 2 июня лидеры «Домовины» выступили с обращением к командующему Красной армией в Германии Георгию Жукову, в котором предложили объединить лужицкие земли в одно административно-территориальное образование и присоединить его к Чехословакии. Как и в прежних случаях, это предложение лужицких сербов осталось без ответа.
8 июня возобновило свою работу Общество друзей Лужицы в Чехословакии. Его председателем стал один из руководителей пролужицкого движения В. Змешкал. Общество выступило посредником между серболужицкими лидерами и властями Чехословакии, а также инициатором многочисленных акций культурного и политического характера в поддержку лужичан. На первом заседании общества, состоявшемся 8 июня, участник пролужицкого движения в период между двумя мировыми войнами Й. Давид заявил, что «справедливые требования лужицких сербов будут поддержаны чехословацким правительством», а В. Змешкал призвал правительство Чехословакии инициировать переговоры со странами-союзниками о введении в Лужицу войск Чехословакии. Участники заседания направили чехословацкому руководству и Сталину телеграммы с призывами оказать поддержку лужицким сербам. Кроме Й. Давида чаяния лужичан разделяли и другие члены чехословацкого правительства. На заседании кабинета министров Чехословакии 8 июня министр просвещения З. Неедлы заявил об историческом праве Чехословакии на лужицкие земли. Министр информации и культуры В. Копецки выразил мнение, что «мы должны стремиться к присоединению лужицких сербов». Особый интерес к лужицкому вопросу в этот период проявило министерство обороны Чехословакии. Участвовавший в совместном заседании с представителями Общества друзей Лужицы и СЗНК генерал А. Рессел посчитал, что возможность присоединения Лужицы в исторических границах политически нереализуема и её нельзя отстаивать на международном уровне, и полагал, что в случае присоединения Лужицы из неё необходимо исключить выступающий далеко на север город Котбус и включить ряд прилегающих районов для обеспечения системы коммуникаций с Чехословакией. При этом А.  Рессел указал на справедливость требований лужичан о присоединении к Чехословакии.

Демонстрация в Праге в поддержку лужицких сербов 24 июля 1945 года

Все обращения и меморандумы СЗНК были оставлены союзниками без ответа. На переговорах с советским руководством в июне 1945 года З. Фирлингер попытался поднять лужицкий вопрос. По словам К. Каплана, Сталин на этих переговорах назвал этот вопрос «щекотливым». Гораздо более приоритетным вопросом для Чехословакии на этих переговорах было решение территориальных споров с Венгрией и Польшей. Протокол заседания комиссии правительства по вопросу о государственной границе от 20 июня 1945 года показывает, что лужицкий вопрос в это время не находил поддержки у руководства Чехословакии: «Комиссия единогласно высказалась против того плана изменения границ, который включал бы территорию Лужицы». По мнению современного чешского специалиста по серболужицкой истории Й. Шула, именно на этом заседании комиссии правительство Чехословакии отказалось от Лужицы. При этом правительство не сообщило о своём решении лужицким сербам, продолжая «имитировать заинтересованность в благоприятном решении лужицкого вопроса и тем самым дезориентируя серболужицких политиков». В июле член СЗНК М. Кречмар обратился к чехословацкому правительству, обратив внимание последнего на рост беспокойства у лужичан в связи с отсутствием у правительства Чехословакии чёткой политики в отношении Лужицы. В обращении был поставлен вопрос о введении чехословацких войск в Лужицы: «Польское правительство использовало своё союзническое право, и польское войско уже стоит на левом берегу Нысы-Лужицкой. Наш народ не может понять, почему Чехословакия до сих пор не поступила таким же образом, тем более, что наш народ приветствовал бы подобный шаг». Между тем, власти Чехословакии сразу после освобождения страны начали массовое выселение немцев в Германию. Одновременно проходил процесс выселения немцев из Силезии, в результате чего Лужица подверглась наплыву немецких беженцев. Как позднее писал Lužickosrbský věstník, «Сейчас в Лужице не осталось чисто серболужицких деревень, так как повсюду расселились немецкие переселенцы из Чехословакии и Польши». На заседании 24 июля члены чехословацкого правительства разошлись во мнении относительно дальнейшей судьбы Лужицы. Министр обороны Л. Свобода выступил с предложение направить делегатов к советскому командованию для решения вопроса о занятии чехословацкими войсками Верхней Лужицы. 24 июля на Староместской площади состоялась демонстрация в поддержку лужичан, собравшая около ста тысяч сторонников присоединения Лужицы к Чехословакии.

### Третий меморандум
К декабрю 1945 года во внешней политике серболужицких лидеров произошёл поворот, когда руководитель СЗНК Я. Цыж обратился к маршалу Г. К. Жукову с вопросом создания Лужицкого государства под протекторатом Советского Союза и других славянских государств. 7 января 1946 года лужицкие сербы направили великим державам меморандум с требованием политической, культурной, национальной и экономической самостоятельности. В начале 1946 года управление гражданскими и административными делами в Германии было передано советской военной администрацией немцам. Чехословацкое издание Lužickosrbský věstník отмечало, что это событие означает переход серболужицкого национального движения под контроль немцев: «Немцы очень быстро стали вновь поднимать голову. Можно легко себе представить, какова будет ситуация в Лужице… после ухода Красной армии». Серболужицкий съезд, состоявшийся 27 января, снова принял обращения к Жукову и Сталину с призывом поддержать создание серболужицкого государства. Серболужицкой народной радой были назначены официальные представители в Чехословакию, Францию, Польшу и Югославию. В августе 1946 года посольство Югославии направило в МИД СССР официальную ноту, в которой был поставлен вопрос о создании серболужицкой автономии. Ввиду малочисленности лужицких сербов Москва отклонила просьбы об автономии Лужицы, придя к выводу, что государственный статус Лужицы относится к ведению Германии. Между тем в 1946 году в Германии была развёрнута борьба с серболужицким национальным движением, воспринимавшимся немецким обществом как сепаратизм. Впредь о проведении любого массового мероприятия необходимо было извещать немецкую полицию. Активисты образованной в апреле 1946 года Социалистической единой партии Германии провели на территории Лужицы собрания, на которых выступили с критикой идеи отсоединения лужицких земель от Германии.

### Четвёртый меморандум
16 мая 1946 года СЗНК обратился к секретариату конференции министров иностранных дел союзных держав с меморандумом, в котором просил выслушать делегацию лужицких сербов при подписании мирного договора с Германией. К осени 1946 года обострились отношения между СЗНК и «Домовиной». Участие последней в выборах в ландтаги земель было отрицательно воспринято СЗНК. 12 сентября Я. Цыж отмечал: «Мы, лужицкие сербы, не можем участвовать в этих выборах… Мы… хотим свободу. Поэтому мы не можем признать над собой власть какого-либо немецкого сейма». В конце 1946 года СЗНК окончательно потерял влияние в Лужице. 26 февраля 1947 года Я. Цыж ушёл в отставку. В обращении серболужицкой делегации к участникам Славянского съезда, который прошёл в декабре 1946 года в Белграде, говорилось о необходимости объединения лужицких земель в единую административную единицу. Но и этому замыслу «Домовины» не суждено было сбыться.